# 夏侯碎金
夏侯碎金（?—?），字碎金，唐朝滑州胙城县（今河南省延津县东北）女性人物。
夏侯碎金是刘寂之妻，夏侯长云之女。夏侯长云为盐城县丞，因病失明。夏侯碎金已生二女，想要和刘寂离婚，回家侍奉父亲。照顾父亲十五年，又照顾后母以孝顺著称。五年后父亲去世，哀伤过度，披发光脚，亲身负土作墓冢，在其墓侧结庐，三年每日吃一顿饭。贞观年间，唐太宗下诏赐物二十段、粟十石，表彰其家。后她的女儿为她守丧，也和她一样，官府又赐粟帛，表彰其家。